# Detetive Lima
Edilmar Pereira Lima, Detetive Lima 22 de janeiro de 1976, nome artístico e profissional conhecido nos meios televisivos detetive particular e Colecionador, Atirador Desportivo e Caçador (CAC), faleceu em 3 de julho de 2024 aos 49 em um confronto com a Polícia Militar do Distrito Federal.

### Carreira e Reconhecimento
Lima era amplamente reconhecido em sua área de atuação, sendo apelidado de "Sherlock Holmes de pets" devido à sua especialização em encontrar animais de estimação desaparecidos. Sua expertise e sucesso em casos de desaparecimento de pets lhe renderam notoriedade, destacando-o entre os detetives particulares.

### Confronto e Morte
O incidente que resultou na morte de Detetive Lima ocorreu no Guará II, Distrito Federal. A Polícia Militar foi acionada para atender a uma ocorrência, e o confronto se deu após uma troca de tiros. Detetive Lima, que possuía registro de CAC, estava em posse de armamentos no momento do incidente.

### Antecedentes
Investigações posteriores ao confronto revelaram que Detetive Lima possuía um histórico anterior, incluindo uma passagem por violência doméstica. Esse detalhe veio à tona após sua morte, adicionando complexidade à sua biografia.